# 北斗晶の鬼嫁運動記者倶楽部
『北斗晶の鬼嫁運動記者倶楽部“勝ちグセ。”』（ほくとあきらのおによめうんどうきしゃくらぶ かちグセ）は、2007年5月5日から2009年12月26日まで広島ホームテレビで毎週土曜日 9:30 - 9:55 (JST) に放送されていた北斗晶の冠番組である。ステレオ放送・ハイビジョン制作。

## 概要
この番組以前に別の時間帯に放送されていた『カープDON!』と『Fantasista』を合併したスポーツバラエティ番組である。メインMCは、広島のプロ・アマのスポーツを応援するために突如舞い降りた鬼嫁・北斗晶。番組のコンセプトは、広島県にはあまり縁が無く、プロレス以外のスポーツ知識もあまり無い北斗を、スポーツにあまり興味が無い視聴者と一緒に様々なスポーツに興味を持たせていくというものだった。
番組は毎週、取材を担当したアナウンサー1人がメイン企画のVTR映像を北斗に見せながら説明をし、それに対して北斗がコメントするというのが基本となっていた。当初は野球・サッカー以外のスポーツも扱っていたが、視聴率の意識からかカープとサンフレッチェを中心としたタイムテーブルに変わっていった。
席配置は、テーブル・液晶画面位置にその週のメイン担当アナウンサー（土屋誠、松藤好典、榮真樹のいずれか）と浦本可奈子が座り、左位置に北斗、ゲスト（いる場合）、そしてメイン担当以外のアナウンサーが座るというものだった。それまでの席配置は、プロレスリングをイメージしたセットの場所にスウェット姿の北斗が大椅子にどっかりと座り、右隣には赤眼鏡をかけた川上裕子、左半分にはテーブルに左から榮、土屋、松藤の3人という配置だった。収録は、放送日の前日に1日2本撮りで行われていた。
2009年4月18日放送分からは、番組の終了後に『あっぱれ!熟年ファイターズ』のジャンクションが流れていた（本放送のみ。『熟年』休止時には流れない）。
番組は、2009年12月26日放送の1時間スペシャルをもって2年8か月の歴史に幕を下ろした。番組の終了後、2010年3月7日から日曜17:00枠で生放送のスポーツ番組『勝ちグセ。サンデー恋すぽ』が放送されている。
本番組での縁から、北別府が2023年6月16日に逝去した際には、告別式に出席できなかったが北斗が夫の佐々木健介と自宅に弔問に訪れた。

## 放送

### 放送時間
本放送
毎週土曜日 9:30 - 9:55（25分）
再放送
毎週月曜日 25:50 - 26:15

### オープニングテーマ
- T・レックス 「20th Century Boy」（#94 2009年4月4日 - ）
  - 番組名に「勝ちグセ。」を加えた2009年4月から使われている。同時に同局のプロ野球中継でも『弾丸ファイター』（SMAP）に代わって使われるようになった。
  - 2008年1月 - 3月にはオープニングでタイトルコールを発し、スケジュール帳からタイトルロゴが燃えて現れる簡素なものだった。

#### 使用されていたオープニングテーマ
- ボニー・タイラー 「Holding Out for a Hero」
- #29は高校ラグビーにちなんで麻倉未稀バージョンの「ヒーロー〜Holding out for a Hero」（TBS系『スクール☆ウォーズ』主題歌）が使用された。#33 - #44には1回目のアイキャッチでしか使用されず、#46からはそのアイキャッチ部分も別のBGMに変更された。

### エンディングテーマ
- 馬場俊英 「ボーイズ・オン・ザ・ラン」（#94 2009年4月4日 - {番組終了） 
  - 7枚目のアルバム『人生という名の列車』から「ボーイズ・オン・ザ・ラン —Album version—」が収録されている（シングルでは9枚目の「BOYS ON THE RUN 4 SONGS」に通常バージョンが収録されている）

#### 使用されていたエンディングテーマ
- 馬場俊英 「スタートライン」（? - 2009年3月28日）
- 秦基博 「Halation」（映像に如水館高校の甲子園での模様を使用した2009年8月15日のみ。2009年度・ABC 夏の高校野球統一テーマ曲）

### その他のテーマ曲
主に挿入曲として流れる場合がある
- 中島みゆき 「地上の星」（必勝祈願のテーマ）
- 福耳 「夏はこれからだ!」（2008年ABC夏の高校野球統一テーマ曲）
- 湯別メインストリート 「Don't mind〜ドンマイ〜」
- Sonar Pocket 「友達に贈る歌」

## 出演者

### メイン出演者
- 北斗晶 - この番組のメイン。2009年3月28日までのナンバリングは赤の01）。週によっては北斗が出演しないこともあった[6]。

### アナウンサー
スタジオ出演
- 榮真樹（●） - 2008年3月までのナンバーは黄色の04。
- 大松しんじ（●） - 広島ローカルタレント。愛称は「大ちゃん」。
- 山田幸美（●） - 元TUFアナウンサー。2009年4月にHOMEへ移籍。

※大松・山田は2009年4月4日放送分から出演。
基本的にロケのみの出演
- 松藤好典 - 毎年2月頃にはカープ沖縄キャンプのため、番組を欠席する（スタジオにはいない）ことが多かった。2009年3月までの衣装カラーとナンバーは02。
- 浦本可奈子 - 2008年9月6日放送分から出演。愛称の「うらら」は、同日放送分で槙野智章が命名したものである。2009年3月までの衣装カラーとナンバーは06。

### 準レギュラー
- 北別府学（野球解説者） - 元広島東洋カープの200勝投手。HOME野球解説者（1995 - 2000）、ピッチングコーチ（2001 - 2004）を経て現在は再び野球解説者。新聞の番組表や公式サイト上などでは明記されていなかったものの、時々出演することから事実上準レギュラーの扱いとなっていた。オフに月1で行われていた釣り企画の時には必ず参加していた。

### 途中降板した出演者
- 川上裕子（05） - 秘書担当、番組内での愛称は「ゆうこりん」。2008年3月末をもって広島ホームテレビを退社[7]。その後も番組には引き続き出演していたが、出産のために同年8月30日放送分（#65）をもって降板。
- 土屋誠（03） - 報道部へ異動したため、2009年3月28日放送分をもって降板。その後は川上と同じく、最終回（2009年12月26日）まで登場することはなかった。

### その他
2008年8月2日放送の『高校野球広島大会SP・激闘のすべて見せます!』には以下のアナウンサーが出演していた（両者とも2008年度に入社したアナウンサー）。
ナビゲーター
- 西村真二（2013年3月に退社後、お笑い芸人に転向）
- 小嶋沙耶香（2020年4月現在も在職）

## コーナー
※カープとサンフレッチェの2コーナーはいずれも以前放送していた番組から本番組に吸収合併された。

### カープDooooon!!（カープドゥーン）
土曜 11:35 - 11:45に放送されていた『カープDON!』が本番組に内包。リポーターは土屋が担当。

### ファンタジスタ。（ファンタジスタ マル）
月曜 23:10 - 23:15に放送されていた『Fantasista』がリニューアルした上で本番組に内包。最後の句読点は「マル」と音読する。

### 輝け!!未来のアスリート
2008年10月11日放送分から不定期に行われていたコーナーで、地元の将来輝くであろうアスリートを毎回1人ずつ紹介していた。このコーナーは、サニクリーン広島がスポンサーに付いていた。

### 言魂
2009年4月4日放送分から実施。心に秘めた言葉、挫折を救ってくれた言葉、あの日あの時自分を支えてくれた言葉など、魂の言葉「言魂」（ことだま）を紹介していたコーナー。
- 4月4日（#094） 佐藤寿人「自分自身の闘いに勝つこと、それが最も偉大な勝利である」 - デットマール・クラマー（西ドイツ）の言葉より。
- 4月18日（#096） 前田健太「感謝」 - PL学園在学中、藤原弘介前監督から教えられた言葉（ピンチの時や試合後は感謝の気持ちを忘れない）。

### オニノメ
スタッフが「隙間コーナー」として企画した一般者参加型コーナー。企画内容は特に決めず、毎回様々なテーマで行っていた。
- 「打撃王を探せ!」 #001（5月5日） - #003（5月19日）、#007（6月16日）、#010（7月7日） 
  - バッティングに自信のある人物を広島市西区にある「バーチャルスポーツセンター 打撃王」に集めて行った企画。挑戦者はバッティングセンターに設置された鬼嫁ターゲットに打球を当てるだけ。ただし、決められた球数以内に打てなければゲーム終了。挑戦者は年齢、性別、プロ・アマを問わずに寄せ集めた。榮が実況およびヒーローインタビューを担当した。

#### 味のソナタ〜アスリートおすすめのお店〜
2008年3月29日放送分（#46）から実施。アスリートがよく通い、パワーの源にしている飲食店を紹介していたコーナー。主に野球選手とサッカー選手が薦める店を取り上げていた。リポートはアナウンサーたちがかわるがわる行い、選手たちお薦めの品（焼肉、ラーメン、お好み焼き、ハンバーグなど）を食べながら、店長にそれらお薦め品の解説をしてもらったり、お薦め品に対する選手たちの思い入れなどについてインタビューしたりしていた。

#### ありがとう〜広島市民球場の足跡〜
ラストイヤーを盛り上げるべく、2008年3月29日放送分（#46）からエンディングテーマの後に広島市民球場の思い出のシーンを過去のVTRで振り返っていたコーナー。行わなかった週もあり。

## スタッフ
- スタジオ：クロステレビ
- セットSCENE
- 照明：篠本照明
- オープニング：藤井宏規
- VTR：北川廉
- ENG：新日放
- TK：磯道さやか
- FD：木村亮平
- ヘアメイク：円並地夕
- 構成：蒲原正展
- 広報：田村洋子
- 編集：潮見大輔
- ディレクター：早川正浩、藪亜希子
- プロデューサー：下門晋（シモンズ）
- チーフプロデューサー：山田浩 → 松島弘明（2008年4月）
- 協力：健介オフィス
- 制作著作：広島ホームテレビ